# Knežak
Knežak je nenaseljeni otočić istočno od Iža, u Srednjem kanalu.
Njegova površina iznosi 0,358 km². Dužina obalne crte iznosi 2,36 km.